# Чекан Юрій Іванович
Чекан Юрій Іванович — український музикознавець, доктор мистецтвознавства, член НСКУ (до лютого 2024 року; вийшов зі складу спілки за власним бажанням); член Галицького музичного товариства.

## Біографічні відомості
Народився 8 лютого 1960 року в місті Ужгород на Закарпатті.
В 1984 році закінчив історико-теоретичний факультет Київської консерваторії, а згодом в 1992 році і аспірантуру при ній з кандидатською дисертацією «Історично-функціональні дослідження музичних творів (на прикладі Шостої симфонії Чайковского)» (рос. Историко-функциональное исследование музыкальных произведений (на примере Шестой симфонии Чайковского)»). З 2011 року, захистивши дисертацію — «Інтонаційний образ світу як категорія історичного музикознавства» — доктор мистецтвознавства. Паралельно, в 2001 році закінчив Київський національний університет ім. Т. Г. Шевченка, інститут міжнародних відносин. Магістр міжнародного права.

### Досвід роботи
Юрій Чекан працював викладачем теоретичних дисциплін в Ужгородському музичному училищі (1984 рік), викладачем, згодом старшим викладачем, доцентом та зав. Кафедрою теорії та історії музики в Ніжинському педагогічному інституті (1986—2000), доцентом, в.о. професора в Національній музичній академії України з 2000 року. Викладав у Київському Слов'янському університеті, училищі ім. Глієра, Луганській академії культури і мистецтв. Крім цього, з 1996 по 2000 рік — головний редактор журналу Арт-лайн; 2000—2002 — начальник інформаційно-аналітичного відділу Фонду сприяння розвитку мистецтв, 2003—2004 — юрисконсульт редакції журналу «Книжник-ревю», 2004—2012 — директор-головний редактор ТОВ «Видавництво» Час ", директор Благодійного фонду А. Штогаренка (2002—2005), адміністратор Національного камерного ансамблю «Київські солісти» (2015—2016). Балотувався на виборах ректора НМАУ, у першому турі (20 вересня 2018 року), отримав 111 голосів (22,3 %), друге місце з шести кандидатів. В другому турі за кандидатуру Юрія Чекана було подано 141 голос (28,3%), а ректором було обрано Максима Тимошенка. З вересня 2023 року працює в Українському католицькому університеті професором кафедри культурології та у ЛНУ імені Івана Франка професором кафедри музикознавства та хорового мистецтва.

### Наукова діяльність
Співавтор (разом з О. Зінькевич) посібника «Музична критика», книги про культуру українських циган «Романо дром» (у співавторстві з О.Чекан), монографій «Інтонаційній образ світу» (К., "Логос", 2009), "Національний симфонічний: 100 років служіння Музиці" (К., "Музична Україна", 2018), "Світ, котрий насправді є... Оперний театр в інфраструктурі музичного життя" (Львів, Видавництво УКУ, 2024), автор понад 60 наукових і більше 500 музично-критичних статей, більше 20 буклетів до компакт-дисків із записами української музики.
Науковий керівник чотирьох кандидатських дисертацій та однієї дисертації доктора наук (музикознавство). 

## Нагороди
Відмінник освіти України (1997).
22 березня 2013 року Юрію Чекану присуджено Премію ім. М. В. Лисенка за музикознавчі праці 2007—2012 років та досягнення в педагогічній діяльності,.